# New England Conservatory of Music

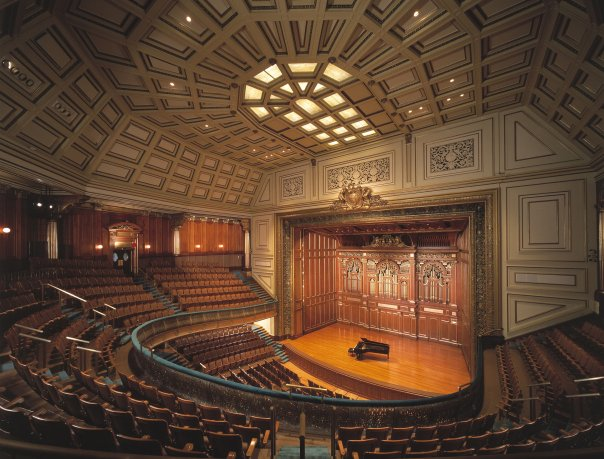
Der große Konzertsaal des Instituts: Die Jordan Hall

Das New England Conservatory of Music (NEC) in Boston, Massachusetts, ist das älteste unabhängige Konservatorium der Vereinigten Staaten. Es wurde 1867 von dem Musiklehrer Eben Tourjee (1834–1891) und dem aus Potsdam stammenden Komponisten und Pianisten Robert Goldbeck (1839–1908) nach dem Vorbild europäischer Konservatorien gegründet und nimmt jetzt jährlich 750 reguläre Studenten auf. Hinzu kommen hunderte weitere in der sogenannten „Preparatory School“ sowie einer „School of Continuing Education“. Bis 1902 lag es in der Innenstadt von Boston; seitdem befindet es sich in einem Gebäude in der Huntington Avenue in der Nähe der Boston Symphony Hall.

## Beschreibung
Das NEC gilt als eines der bedeutendsten amerikanischen Konservatorien und ist besonders bekannt für seine Streicherklassen von Weltrang. Außerdem ist der Hauptkonzertsaal, die gut hundertjährige Jordan Hall, einer der herausragenden Konzertsäle der Welt. Der bekannte Cellist Yo-Yo Ma äußerte über ihn: „Ich liebe die Jordan Hall wegen ihrer unglaublichen Akustik. Hinzu kommt ihre Wärme und Intimität. Aber ganz besonders die dort zu spürende besondere Atmosphäre.“ Der Konzertsaal ist heute Ort von mehr als 600 studentischen Aufführungen in jedem akademischen Jahr und wird häufig von externen Organisationen, Gastkünstlern etc. genutzt.
Als Henry Lee Higginson 1881 das Boston Symphony Orchestra gründete, rekrutierte er die Stimmführer weitgehend aus dem Konservatorium. Bis heute stehen Orchester und Konservatorium in enger Wechselbeziehung; etwa die Hälfte des Boston Symphony Orchestra besteht aus Fakultätsmitgliedern bzw. Absolventen des Konservatoriums (wobei die Streichergruppe als größter Aktivposten des Orchesters gilt, und die Qualität der Konservatoriumsausbildung in dieser Hinsicht besonders widerspiegelt). Als Boston 1908 seine erste vollbesetzte Operntruppe erhielt, stellte das NEC den Manager, die Dirigenten, Solisten, Orchester, Chor, Bibliothek und die Aufführungsstätten. Nach deren Ende nutzte das „Boris Goldovsky’s Opera Theater“ die Möglichkeiten des NEC für über ein Jahrzehnt. 1958 gründete Sarah Caldwell die Opera Company of Boston.
Das NEC ist Mitgründer und Partner von „From the Top“, einer wöchentlichen Rundfunksendung, die sich herausragenden jungen klassischen Musikern des ganzen Landes widmet. Von der Jordan Hall aus wird die Sendung vom National Public Radio ausgestrahlt und kann auf 250 Stationen in den Vereinigten Staaten gehört werden.
Das NEC wurde am 14. Mai 1980 unter der Nummer 80000672 in das National Register of Historic Places eingetragen. Seit dem 19. April 1994 ist es als National Historic Landmark anerkannt.
Offizielles Maskottchen des New England Conservatory ist ein kämpfender Pinguin.

## Bekannte Absolventen des NEC
- Ted Akatz, Schlagzeuger
- Herbert Blomstedt (* 1927), Dirigent
- Sarah Caldwell, Dirigentin
- Sean Callery, Komponist
- Colin Carr, Cellist
- Regina Carter, Geiger
- Young-Chang Cho, Cellist und Hochschullehrer
- Frederick Shepherd Converse, Komponist
- Phyllis Curtin, Sopranistin
- Richard Danielpour, Komponist
- Roberto Diaz, Bratschist, u. a. Präsident des Curtis Institute
- Marty Ehrlich, Saxophonist
- Frank Epstein, Schlagzeuger
- Stephen Ferrera, Musikproduzent
- Avram Fefer (Jazz-Saxophonist)
- Everett Firth, Schlagzeuger
- Rose Fitzgerald Kennedy
- David Franco, Musikproduzent
- Michael Gandolfi, Komponist
- Denyce Graves, Mezzosopranistin
- Fred Hersch (* 1955), Jazzpianist
- Adolph Herseth, Trompeter
- Alan Hovhaness, Komponist
- Stefan Jackiw, Geiger
- Louis Krasner, Geiger
- Max Levinson, Pianist
- John Medeski, Jazzpianist
- Christopher O’Riley, Pianist
- Felice Pomeranz, Harfenistin
- Corretta Scott King, Stimme
- Marylou Speaker-Churchill, Geigerin
- Eleanor Steber, Sopranistin
- William Grant Still, Komponist
- Lara St. John, Geiger
- Cecil Taylor, Pianist
- Bernie Worrell, Pianist und Rockmusiker
- Rachel Z, Jazzmusikerin
- Biava String Quartet, Kammermusikensemble
- Jupiter String Quartet, Kammermusikensemble
- Zitkala-Ša, Geigerin

## Bekannte Lehrer am NEC
- Jeanne Baxtresser (* 1947)
- Ran Blake
- Natasha Brofsky
- Bob Brookmeyer
- James Buswell (1946–2021)
- Wha-Kyung Byun
- George Chadwick
- Vinson Cole (* 1950)
- Dominique Eade
- John Ferrillo
- Eliot Fisk
- Miriam Fried
- Michael Gandolfi
- Alexander Goehr
- Billy Hart
- Lee Hyla
- Veronica Jochum von Moltke (* 1932)
- Kim Kashkashian
- Eyran Katsenelenbogen
- Paul Katz
- Laurence Lesser (* 1938)
- Ann Hobson Pilot (* 1943)
- Quincy Porter
- Paula Robison
- Carol Rodland
- George Russell
- Charlie Schlueter
- Gunther Schuller
- Russell Sherman (1930–2023)
- Joseph Silverstein (1932–2015)
- Lucy Stoltzman
- Richard Stoltzman
- Donald Weilerstein (* 1940)
- Lawrence Wolfe
- Felix Wolfes
- Hugh Wolff
- Charles Wuorinen
- Edward Zambara (1926–2007)
- Benjamin Zander (* 1939)